# Anyphaena accentuata

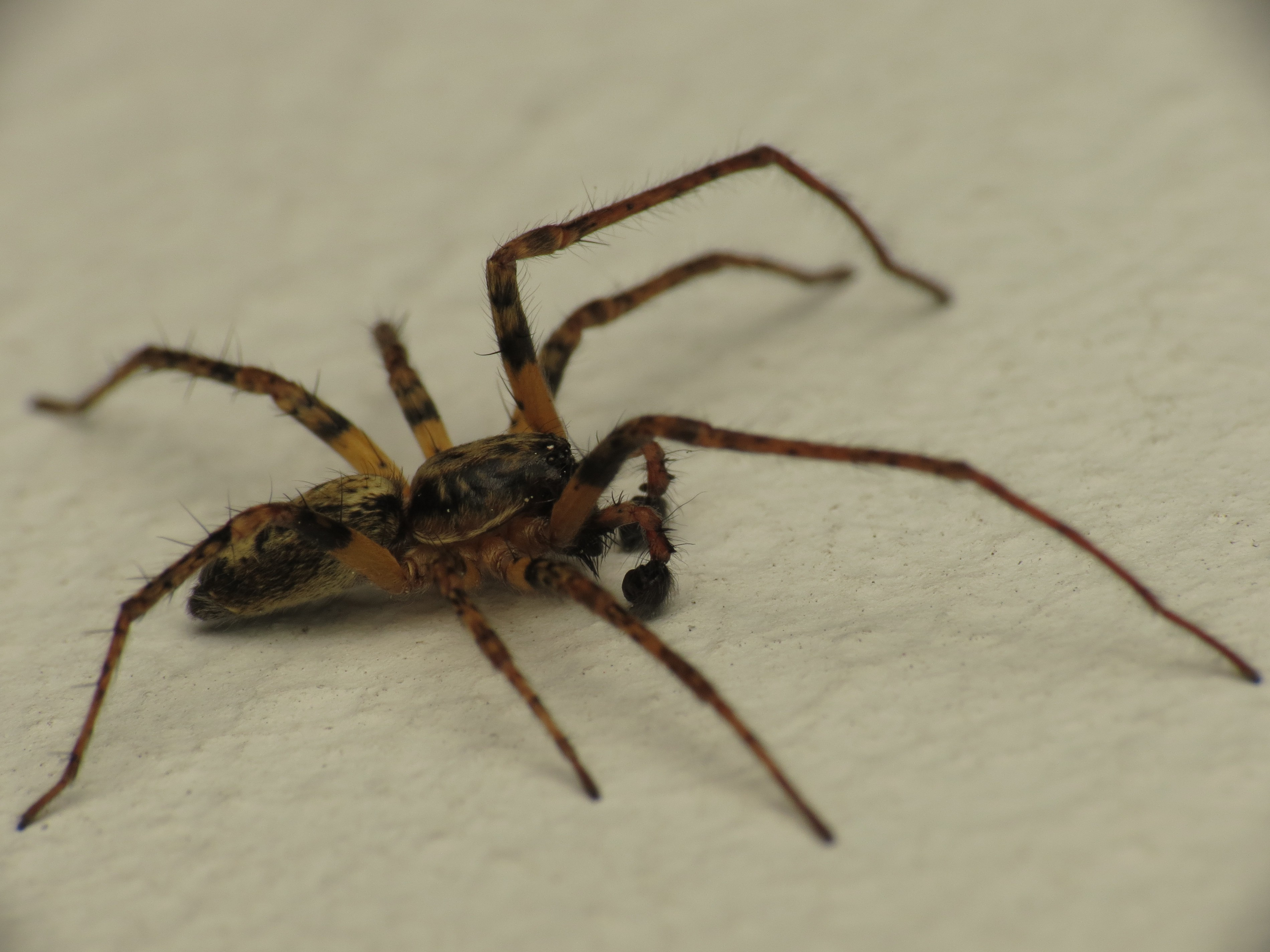
Anyphaena accentuata

Anyphaena accentuata  es una especie de araña araneomorfa de la familia Anyphaenidae, originaria de Eurasia.

## Descripción
La hembra alcanza un tamaño entre los 5-7 mm. El macho es ligeramente menor. Su caparazón tiene una coloración un amarillo pálido más claro en el centro, con unas líneas laterales oscuras. Tiene unas manchas negras en los ojos. El abdomen es ligeramente rosado con dos pares de manchas oscuras en el centro, el resto aparece con pequeñas salpicaduras marrones más o menos claras. Las patas son amarillas con manchas negras.

## Comportamiento
Se mimetiza con la corteza de los árboles. La tela es circular. Durante el otoño e invierno permanece bajo los troncos. Está considerada como la araña más ruidosa al producir un zumbido.

## Distribución y Hábitat
Se distribuye en Europa y Asia Central. Puede encontrarse bajo árboles secos y entre los arbustos, sobre todo en zonas con gran humedad.